# Д’Аркур д’Олонд, Клод Эммануэль
Клод Эммануэль д’Аркур д’Олонд (фр. Claude-Emmanuel d'Harcourt d'Olonde; 29 мая 1774, Париж — 4 октября 1840, там же), виконт д’Аркур — французский политический деятель и публицист.
Младший сын Шарля Луи Эктора д’Аркур д’Олонда, маркиза д’Аркура, и Анны д’Аркур-Бёврон.
Мэр Супп-сюр-Луэна (Сена и Марна), где был крупным землевладельцем. 20 марта 1822 был избран в Палату депутатов от департамента Сена и Марна, 6 марта 1824 переизбран. Присоединился к либеральному меньшинству. Потерпел поражение на выборах в июле 1830.
Занимался вопросами политической экономии, кредита и земледелия, опубликовав несколько работ по этим темам и злободневным политическим вопросам, в том числе:
- Pétition du sieur Matheus à Messieurs de la Chambre des Députés, faisant suite à la pétition de la dame Mathea. — P., 1814
- Défense de la nation française. — P., 1815
- Aperçu sur la situation de la France à la fin de la session des chambres. — P., 1816
- Le nouveau Riche et le Bourgeois de Paris, ou l'élection d’un remplaçant en 1820, 1830 ou 1840. — P., 1818
- Roman politique à l’usage de messieurs les électeurs du département de le Seine. — P., 1818
- Réflexions sur la richesse future de la France. — P., 1826
- Réflexions sur les élections de 1830. — P., 1830
- Les supériorités modernes, ou le Baron De Soussussous. — P., 1832